# فری کلاس المپیک
فری کلاس المپیک (به انگلیسی: Olympic-class ferry) یک کلاس از کشتی است که طول آن ۳۶۲ فوت (۱۱۰٫۳ متر) می‌باشد.